# Зіо Зіґлер
Зі́о Зі́ґлер або Зіо Зіглер (англ. Zio Ziegler, 18 лютого 1988) — американський художник, найбільше відомий як мураліст. Свої твори розсписав переважно у районі Мішен (Сан-Франциско), а також в інших містах. Його картини виставляли як у США, так і за кордоном. Розробив лінію кросівок для американського виробника взуття Vans.

## Життєпис
Зіґлер народився 18 лютого 1988 року. Навчався у Браунському університеті. 2010 року отримав ступінь бакалавра в Школі дизайну Род-Айленда. Свою студію заснував у Міл Велі у Каліфорнії, де виріс художник

## Творчість

Виставка картин Зіо Зіґлера в рамках стрит-арт фестивалю «Mural Social Club» в Києві

За свідченням Зіґлера, на нього вплинули література, французький модернізм й архітектура. Особливістю його творчості є «повторювані мотиви примітивних узорів, гігантизм і спотворення», а також радше імпровізація, аніж ретельно спланований процес.
Зіґлер розписував мурали у Сан-Франциско, Токіо, Лос-Анджелесі, Лондоні та інших містах. До найвідоміших стінописів відносяться 41-метровий мурал у Соборному Будинку (Каліфорнія) на замовлення Фонду Організації Об'єднаних Націй із нагоди 70-ї річниці з дня підписання Статуту ООН і розпис площею в 1,4 тис. м² на складському приміщенні Tilly's в Ервайні.
Картини Зіґлера експонувалися на численних міжнародних виставках. 2015 року виставляв картини спільно із французьким художником П'єром Рой-Камілем. Того ж року його твори виставляли у Стамбульському музеї сучасного мистецтва .
У червні-липні 2016 року в рамках стрит-арт фестивалю «Mural Social Club» в Києві представили спільний проект Зіо Зіґлера й українського митця Олекси Манна під назвою «Деформація».
Окрім написання картин і створення муралів, Зіґлер розробив лінію кросівок Vans і розписав автомобілі для колекціонерів. Він також заснував компанію з виробництва одягу «Arte Sempre» в Міл-Велі.